# 卡绍利
卡绍利（Kasauli），是印度喜马偕尔邦Solan县的一个城镇。总人口4994（2001年）。

## 人口
该地2001年总人口4994人，其中男性2816人，女性2178人；0—6岁人口502人，其中男254人，女248人；识字率80.46%，其中男性为83.98%，女性为75.90%。